# Jaroslav Rozsíval
Jaroslav Rozsíval (14. října 1924 Olomouc – 13. ledna 1996 Bratislava) byl československý filmový, divadelní a rozhlasový herec a libretista.

## Život
Vyrůstal v Brně a v Dolném Kubíně, kde byl jeho otec ředitelem obchodní akademie. V letech 1945 až 1948 púsobil ve Svobodném divadle v Brně. V roce 1948 vystudoval brněnskou Státní konzervatoř. Od roku 1948 působil na  bratislavské Nové scény, kde setrval až do svého odchodu do důchodu.
V bratislavské Nové scéně působil ze začátku v činoherním souboru a od roku 1953 také v operetním souboru.
Od začátku 50. let 20. stol. hrál také ve filmech, celkem hrál v 31 filmech. Hrál např. správce chaty na Lomnickém štítě (film Anděl na horách), inženýra Fišera (Synové hor), železničáře, Vojtova otce (film Romance pro křídlovku) nebo   plukovníka Mikuláše Markuse (film: Vojáci svobody).
Mimo to hrál v televizních seriálech. Spolupracoval také s českým a slovenským rozhlasem.
Napsal též libreto k operetám „Pánská volenka" a „Polka – Furiant".